# Ливертовский, Иосиф Моисеевич
Иосиф Моисеевич Ливертовский (20 мая 1918 — 10 августа 1943?) — советский поэт и переводчик. Участник Великой Отечественной войны, гвардии младший сержант.

## Биография
Родился 20 мая 1918 года в Херсонской губернии (по другим данным ― в Екатеринославе). В 1921 году вместе с семьёй переехал в Омск. В 1935 году поступил в Ленинградский институт водного транспорта, но уже через год перевёлся на факультет русского языка и литературы Омского педагогического института. Учебу совмещал с работой в редакции омской газеты «Ленинские внучата».
Стихи начал пытаться писать ещё в третьем классе. В студенческие годы публиковался в омской газете «Молодой Сибиряк» и в «Омском альманахе». Обращался к творчеству Генриха Гейне, Николауса Ленау, И. Бехера, А. Мицкевича, П. Грабовского. Произведения Гейне, Бехера, Николауса Ленау и Павло Грабовского переводил на русский язык.
В 1940 году, сразу после окончания учёбы, Ливертовского призывают в армию. Служил в Новосибирске, где окончил полковую артиллерийскую школу. В мае 1943 года был направлен на фронт (по другим данным, воевал уже с 1942 года). Командовал артиллерийским расчётом, а затем и стрелковым отделением. Во время службы не переставал писать стихи, которые печатались в дивизионной газете «Патриот Родины».
10 августа 1943 года младший сержант 137-го гвардейского артиллерийского полка 70-й гвардейской стрелковой дивизии 60-й армии Центрального фронта Иосиф Ливертовский пропал без вести в боях под Орлом.
Книга стихотворений Ливертовского никогда не была издана, но в Омском государственном литературном музее им. Достоевского хранится небольшой архив его рукописей, собранный директором музея, В. С. Вайнерманом. Некоторые произведения Ливертовского были переведены на болгарский язык.